# 省骨科医院站 (郑州)
省骨科医院站是郑州地铁3号线与5号线的地铁换乘站，位于中华人民共和国河南省郑州市郑东新区（行政区划属管城回族区）商都路街道心怡路与商都路交叉口。5号线车站于2019年5月20日启用，3号线车站于2020年12月26日启用。

## 车站结构
省骨科医院站分为3号线车站和5号线车站两部分，5号线车站的主体结构位于心怡路地下，呈南北向，为地下二层车站。3号线车站的主体结构位于5号线车站西侧的商都路地下，呈东西向，为地下三层车站，与5号线车站形成“T”形交叉。

### 车站楼层
省骨科医院站5号线车站的主体结构为地下二层车站，B1层为站厅层，B2层为站台层。3号线车站的主体结构为地下三层车站，B1层为站厅层，B3层为站台层。

#### 5号线车站楼层
| 1F  | 地面     | A、J出入口                                       | A、J出入口                                       | A、J出入口                                       |
| B1F | 站厅     | 客服中心、自动售票机、行李检查、闸机、车站控制室 | 客服中心、自动售票机、行李检查、闸机、车站控制室 | 客服中心、自动售票机、行李检查、闸机、车站控制室 |
| B2F | █ 5号线  | 外环方向（康宁街）                               | 外环方向（康宁街）                               | 外环方向（康宁街）                               |
| B2F | 岛式站台 | 卫生间                                           | 至站厅 至 █ 3号线站台                            |                                                  |
| B2F | █ 5号线  | 内环方向（经北二路）                             | 内环方向（经北二路）                             | 内环方向（经北二路）                             |

#### 3号线车站楼层
| 1F  | 地面     | A、J出入口                                       | A、J出入口                                       | A、J出入口                                       |
| B1F | 站厅     | 客服中心、自动售票机、行李检查、闸机、车站控制室 | 客服中心、自动售票机、行李检查、闸机、车站控制室 | 客服中心、自动售票机、行李检查、闸机、车站控制室 |
| B3F | █ 3号线  | 往省体育中心方向（东周）                         | 往省体育中心方向（东周）                         | 往省体育中心方向（东周）                         |
| B3F | 岛式站台 | 卫生间                                           | 至站厅                                           | 至 █ 5号线站台                                   |
| B3F | █ 3号线  | 往滨河新城南方向（圃田西）                       | 往滨河新城南方向（圃田西）                       | 往滨河新城南方向（圃田西）                       |

### 站厅
省骨科医院站的3号线车站和5号线车站各设1座站厅，均设有客服中心、自动售票机、安全检查等设施。站厅由闸机和栏杆分隔为付费区和非付费区，3号线站厅的东端与8号线站厅呈“T”形连通，付费区和非付费区均互相连接。两座站厅的付费区内均设有自动扶梯、步梯和无障碍电梯，连接对应的站台。3号线站厅近B口通道处设有卫生间和母婴室。

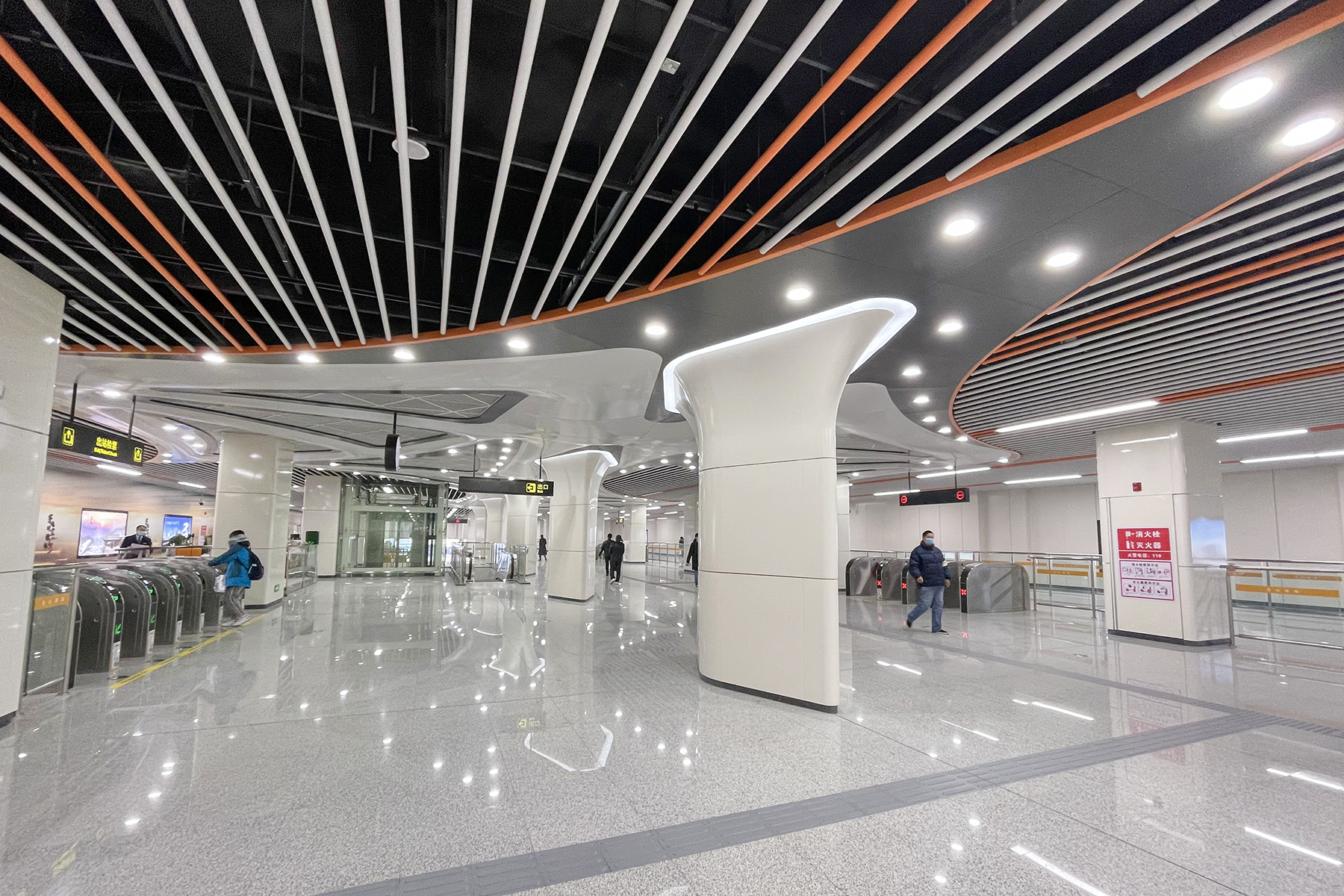
3号线站厅
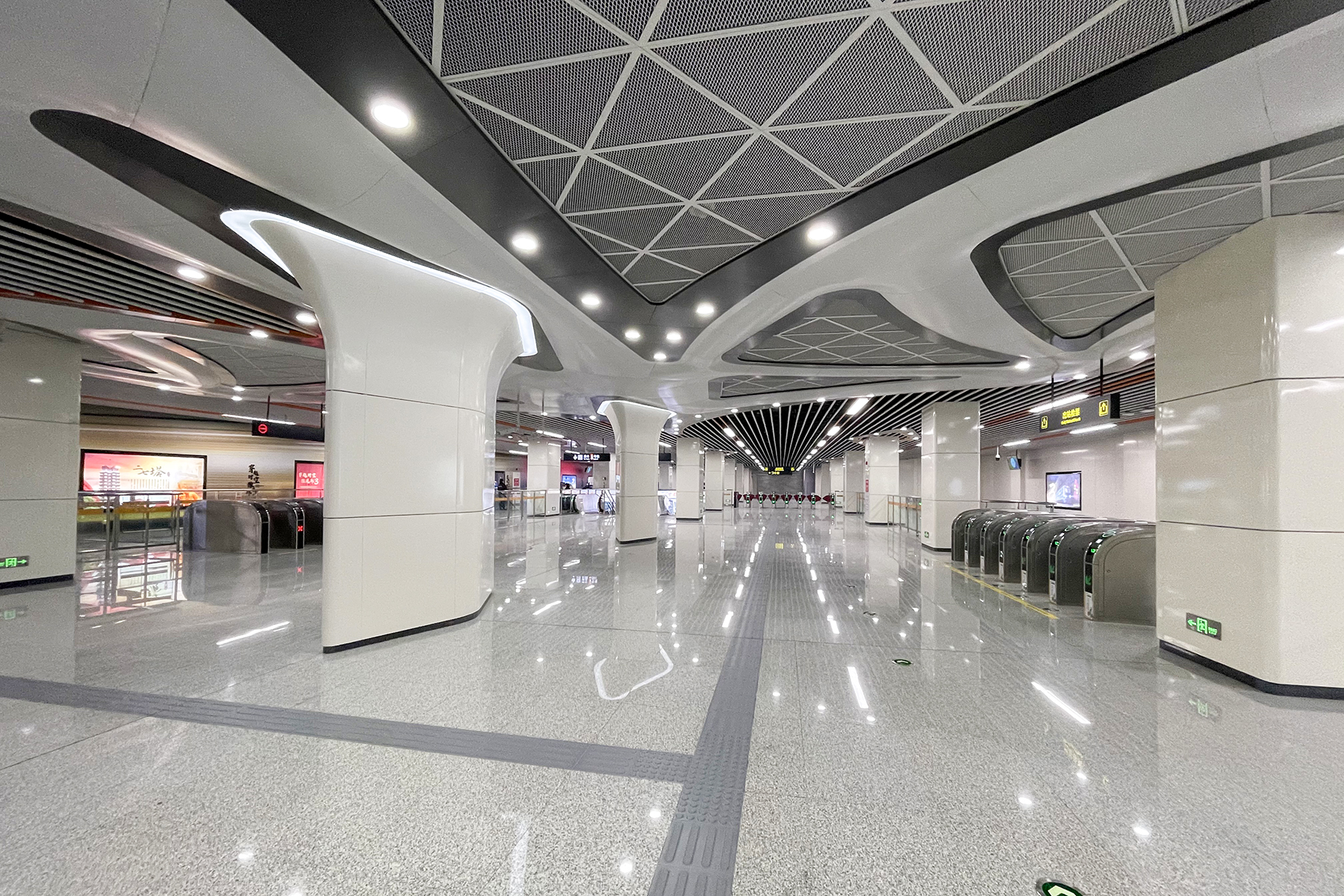
3号线站厅

### 站台
省骨科医院站的3号线车站和5号线车站各设一座岛式站台，均安装有高站台门。5号线站台位于B2层，呈南北向，西侧站台面由往内环方向列车的使用，东侧站台面由往外环方向的列车使用，站台北端设有卫生间和母婴室。3号线站台位于B3层，呈东西向，北侧站台面由往省体育中心方向列车的使用，南侧站台面由往滨河新城南方向的列车使用，站台西端设卫生间和母婴室。
该站的两座岛式站台呈“T”形布置，在5号线车站中部设有换乘节点，通过步梯通道连接3号线站台的东端，形成T形换乘节点。

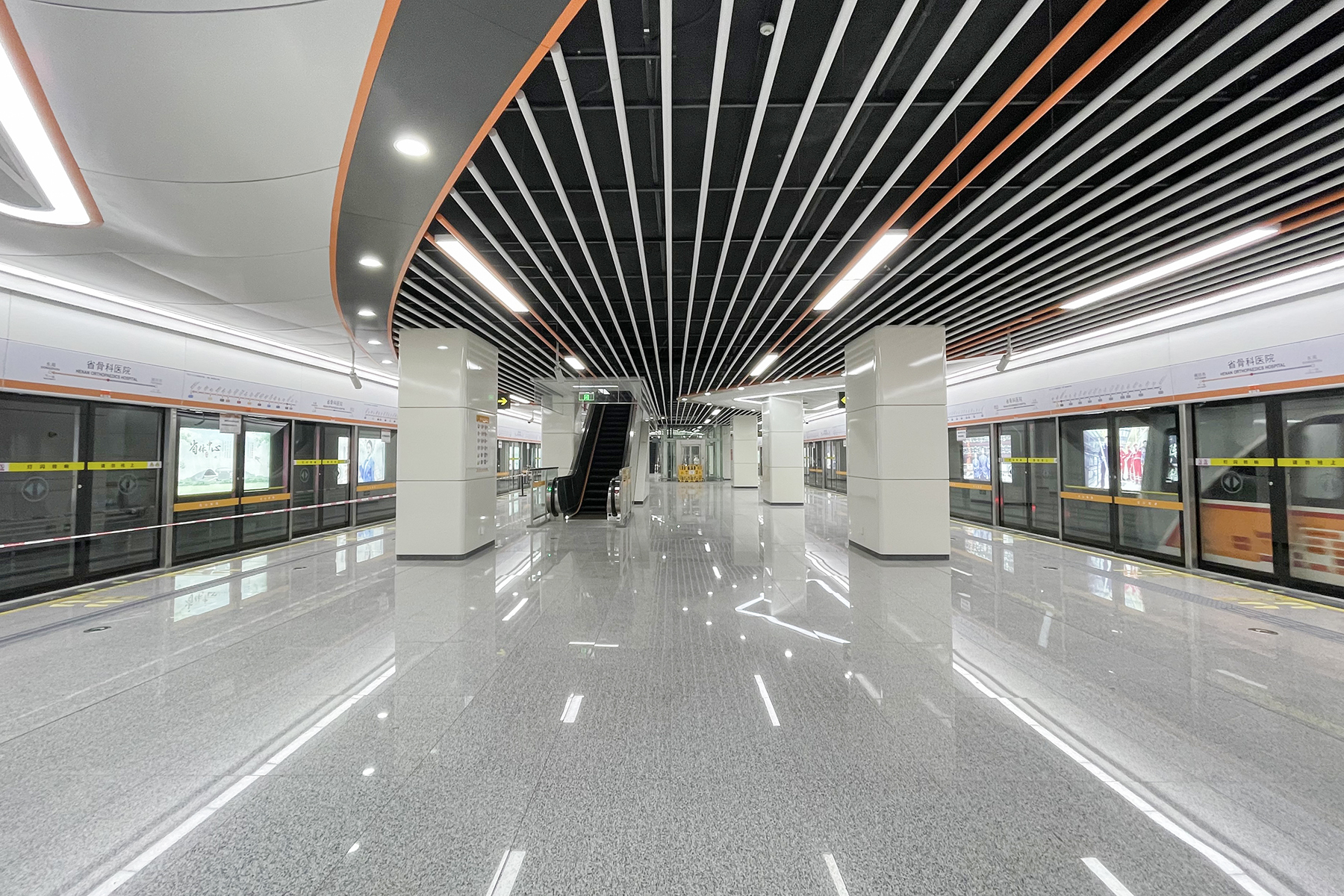
3号线站台
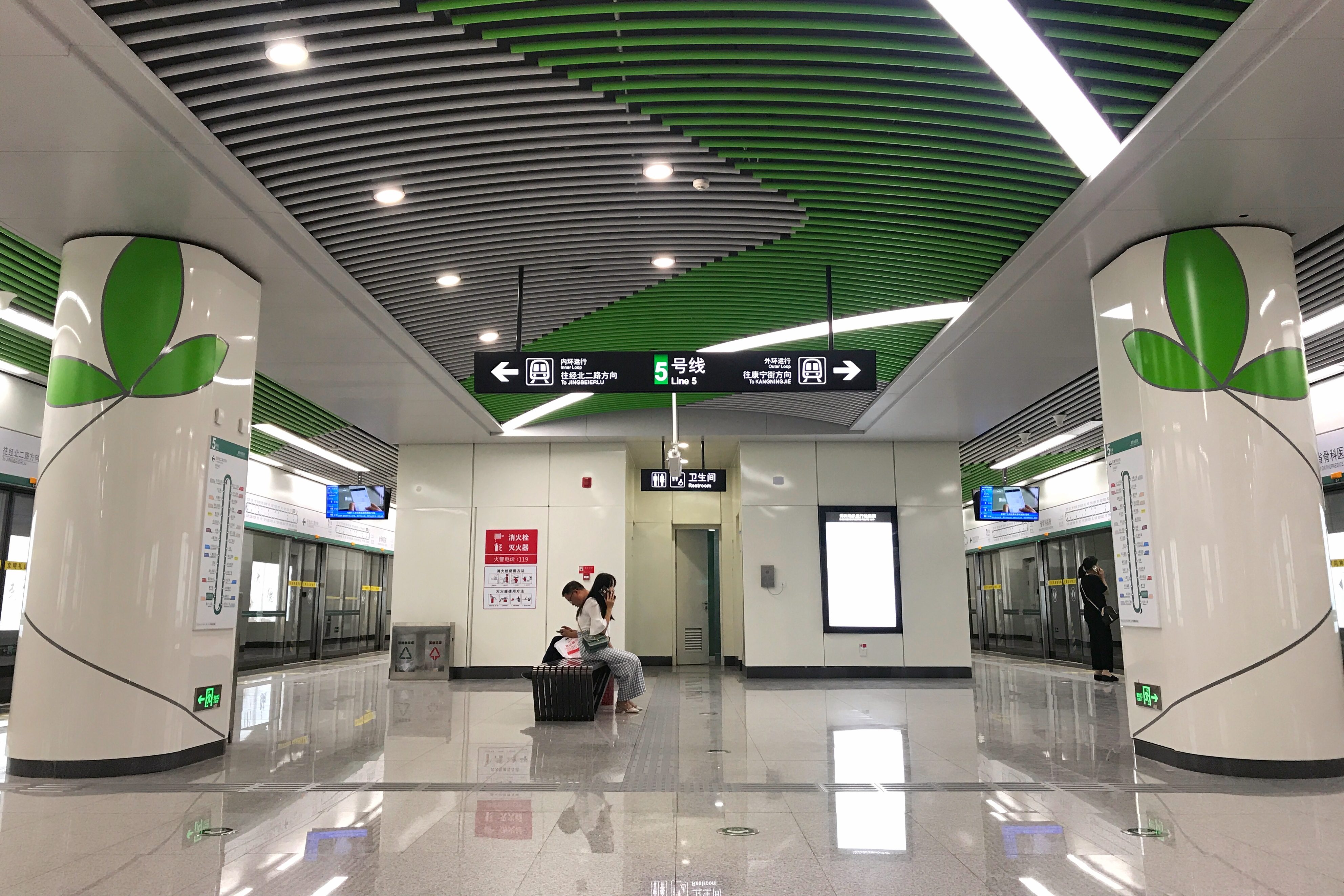
5号线站台

### 出入口
省骨科医院站目前开通A、B、C、J共4个出入口。A、J口分别位于商都路与心怡路交叉路口的东南角和东北角，连接5号线站厅的非付费区。B、C口位于路口的西南角，连接3号线站厅的非付费区。其中J口设有无障碍电梯。
该站已开通的各出入口信息如下表所示。
| 商都路心怡路 | 商都路心怡路   | 商都路心怡路 | 商都路心怡路   | 商都路心怡路   |
| 编号         | 路线           | 路线         | 路线           | 备注           |
| ------------ | -------------- | ------------ | -------------- | -------------- |
| 14           | 堤刘公交站     | ⇆            | 郑州东站       |                |
| 198          | 祥瑞路公交站   | ⇆            | 东风南路商都路 |                |
| 303          | 工贸路公交站   | ⇆            | 东风南路商都路 |                |
| 985          | 华丰家居建材城 | ⇆            | 商都路中州大道 | 原85路大站快车 |
| S186         | 市体育中心     | ⇆            | 东风南路商都路 |                |
| Y72          | 东风南路商都路 | ⇆            | 商都路堤刘路   | 夜间服务       |

| 心怡路商都路 | 心怡路商都路   | 心怡路商都路 | 心怡路商都路 | 心怡路商都路 |
| 编号         | 路线           | 路线         | 路线         | 备注         |
| ------------ | -------------- | ------------ | ------------ | ------------ |
| 165          | 环翠路公交站   | ⇆            | 郑州东站     |              |
| S211         | 航海东路公交站 | ⇆            | 心怡路商都路 |              |
| B501         | 航海东路公交站 | ⇆            | 郑州东站     |              |

| 心怡路商都路 | 心怡路商都路   | 心怡路商都路 | 心怡路商都路 | 心怡路商都路 |
| 编号         | 路线           | 路线         | 路线         | 备注         |
| ------------ | -------------- | ------------ | ------------ | ------------ |
| 14           | 堤刘公交站     | ⇆            | 郑州东站     |              |
| 165          | 环翠路公交站   | ⇆            | 郑州东站     |              |
| B501         | 航海东路公交站 | ⇆            | 郑州东站     |              |

## 车站装饰
省骨科医院站的5号线站厅内设有一面文化墙。5号线规划的18座换乘站在装修设计上分别以河南省的18个地级市的特色为主题，该站为开封特色站，5号线站厅的文化墙以“汴京盛世”为主题，用数字金属雕刻的手法来架构《清明上河图》的场景。

5号线站厅及文化墙（2019年5月）

## 周边主要地点
- 海马公园
- 易元国际大厦
- 建正东方中心
- 市公安局经侦支队
- 河南省骨科医院